# Oreodera tenebrosa
Oreodera tenebrosa är en skalbaggsart som beskrevs av Thomson 1865. Oreodera tenebrosa ingår i släktet Oreodera och familjen långhorningar. Inga underarter finns listade i Catalogue of Life.